# 木曽川橋梁 (太多線)
木曽川橋梁（きそがわきょうりょう）は、岐阜県可児市と美濃加茂市をむすぶ、木曽川に架かる東海旅客鉄道（JR東海）太多線の鉄道橋である。

## 概要
可児駅 - 美濃川合駅間に架かる単線の橋梁である。今渡ダムの上流にある。トラス桁2連は1926年（昭和元年）製造の汽車会社製であり、設計は鉄道院の日本人技術者が行っている。

## 諸元
- 供用：1928年（昭和3年）
- 延長：307m、10連
- 構造：
  - 単線下路式プラットトラス 2連×62.4メートル
  - 単線上路式プレートガーダー 7連×22.3メートル、1連×19.2メートル
- 区間：岐阜県可児市川合北 - 美濃加茂市川合町